# Maria-Hemelvaartkerk (Bleialf)
De Maria-Hemelvaartkerk (Duits: Mariä-Himmelfahrt-Kirche)  is een katholieke kerk in de Duitse plaats Bleialf.

## Geschiedenis
De Maria-Hemelvaartkerk te Bleialf wordt al in het jaar 1187 in een oorkonde genoemd. Het betreft een document waarin Gerhard, graaf van Vianden en van 1184-1210 abt van Prüm, de kerk toewees aan de Abdij van Prüm. De kerk ligt midden op een al sinds jaren niet meer gebruikt kerkhof met een oud bomenbestand. 
In de 15e eeuw werd een nieuwe kerk noodzakelijk wegens de ontwikkeling van de plaats dankzij de lood- en koperwinning. In 1496 werd begonnen met de bouw van een kerk in de stijl van de flamboyante gotiek. De kerk kreeg drie beuken en een 5/8 koorafsluiting. Het jaartal is in een sluitsteen vastgelegd. De zijbeuken hiervan moesten in 1925 worden afgebroken om de kerk te kunnen vergroten. 
Na meer dan twintig jaar voorbereiding werd op 9 juni 1924 begonnen met de bouw van de nieuwe kerk. De oude kerk werd in de nieuwe kerk geïntegreerd. Op 18 juli 1927 werd de kerk ingewijd door de wijbisschop van Trier, Antonius Mönch.

## Inrichting
- Tijdens de restauratiewerken in 1980-1982 ontdekte men in de koorruimte onder twaalf lagen verf de gotische beschilderingen van de oude kerk. Voorgesteld worden de Tien Geboden en de Tien plagen van Egypte, aan elk gebod is een plaag toegevoegd. Het linker zijaltaar dateert uit 1762 met beelden van Maria en haar ouders, Anna en Joachim, en was vooral de plaats van verering door de mijnwerkers. Het rechter zijaltaar uit 1660 presenteert de Aanbidding der Koningen en werd door Nicolaus Nollet de Schönberg geschonken ter ere van zijn ouders die in deze kerk werden begraven.
- In het nieuwe deel van de kerk staat het laatgotische hoogaltaar uit 1540 opgesteld, met de levenscyclus van Jezus vanaf de geboorte tot Zijn opstanding.
- Het plafondschilderij met de voorstelling van de opname van Maria in de hemel werd in 1979 door Arnold Mrziglod, Tholey gemaakt.
- Op de preekstoel (1660) bevinden zich de vier evangelisten en hun symbolen. Op het klankbord van de preekstoel bevindt zich een beeld van de aartsengel Michaël.
- De drie biechtstoelen in rococostijl werden in 1783 geplaatst.
- Het beeld van de heilige Barbara is een geschenk van de mijnwerkers uit Bleialf (1928).
- In de crypte van de toren bevindt zich een grafleggingsgroep uit 1525.
- Het doopvont van zwarte leisteen werd in 1731 verkregen voor 31 florijnen. De gemarmerde communiebank is eveneens van leisteen. Het Maria-altaar stamt uit 1757.
- Het orgel werd in 1993 door de orgelbouwer Romanus Seifert & Zoon te Kevelaar  gebouwd in een historische orgelkas uit 1860.

## Afbeeldingen

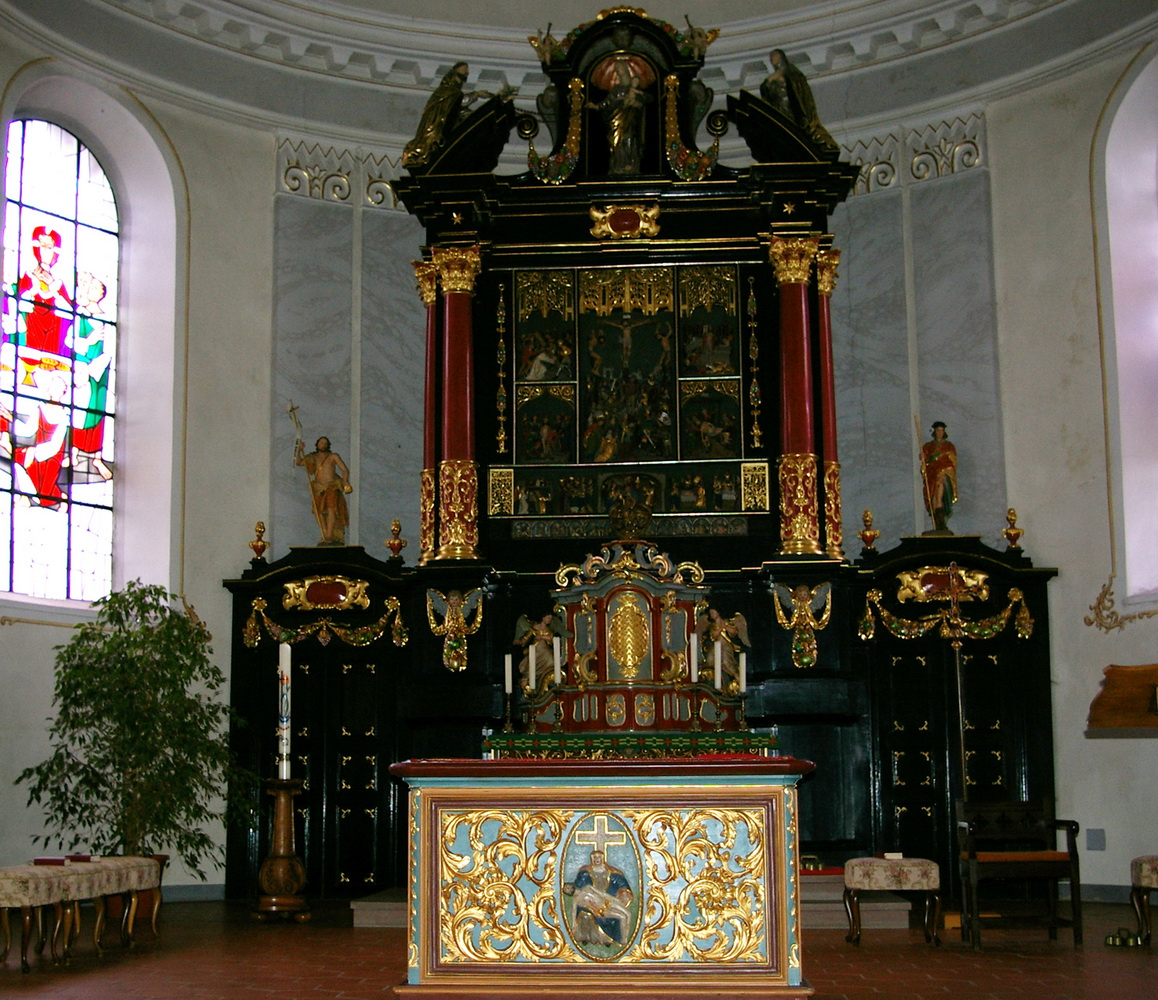
Hoofdaltaar
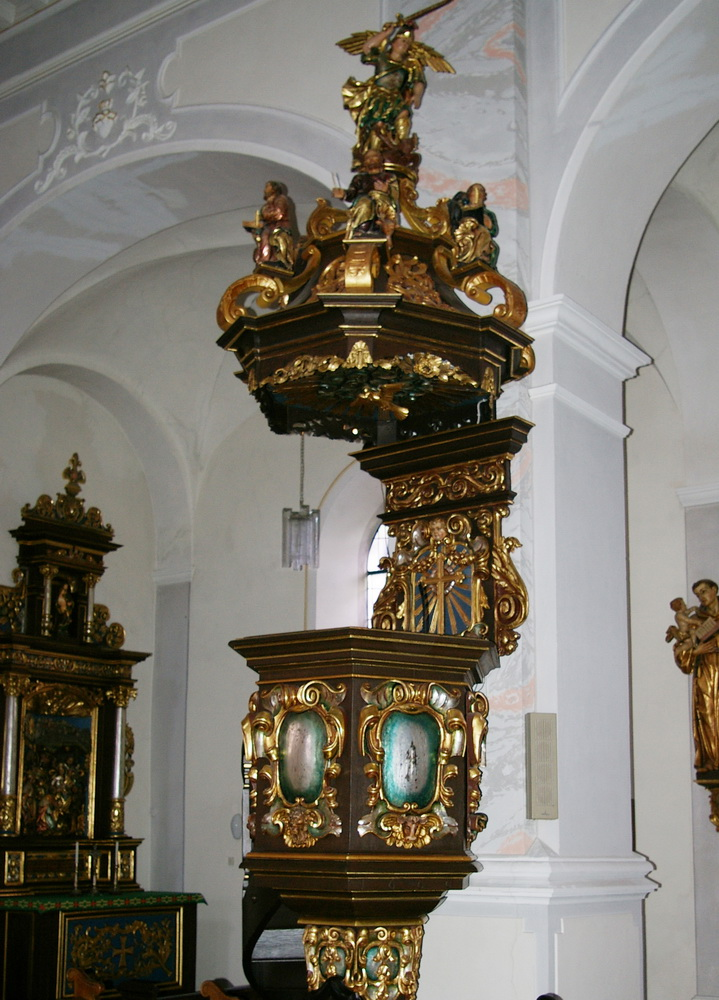
Preekstoel
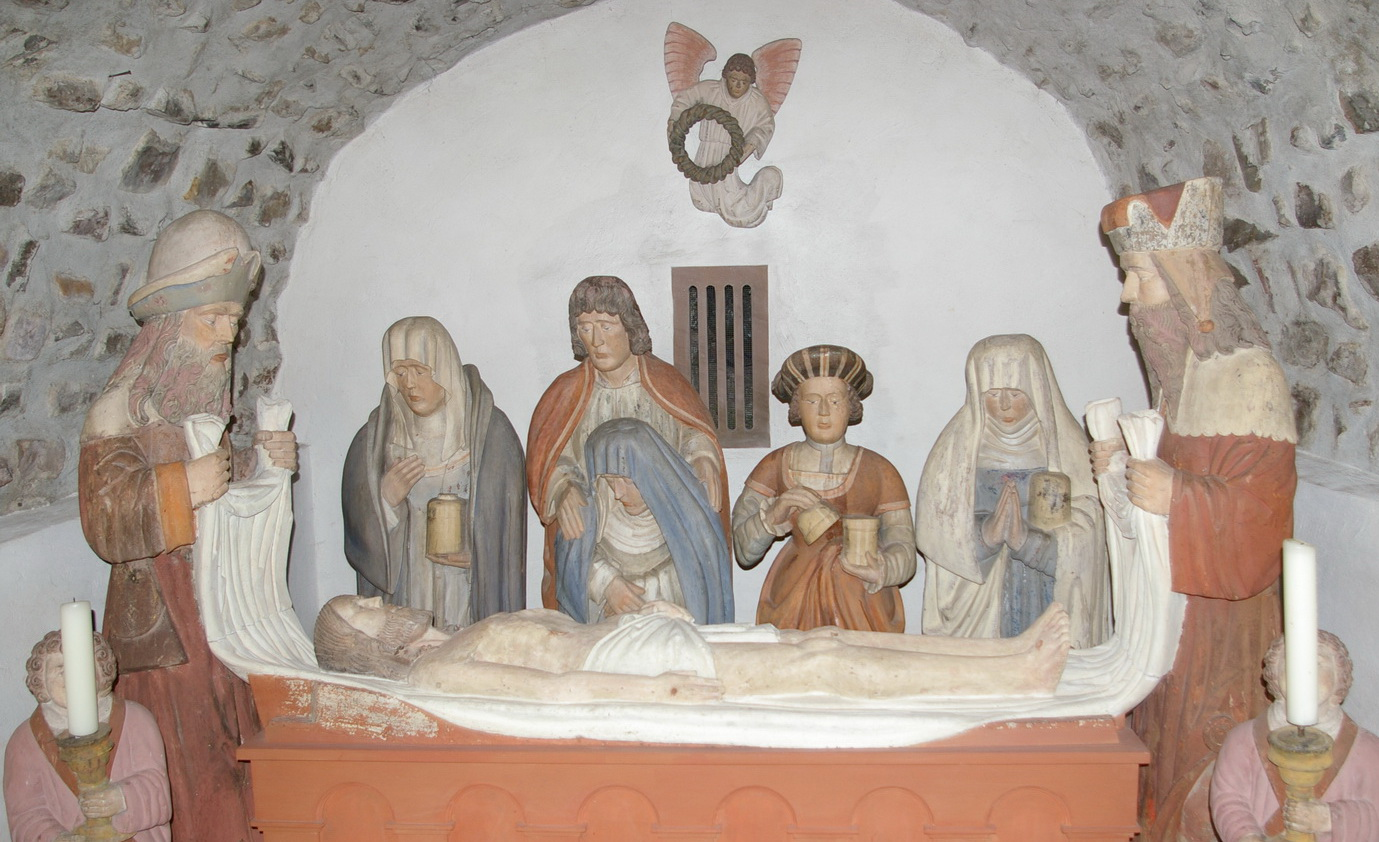
Grafleggingsgroep
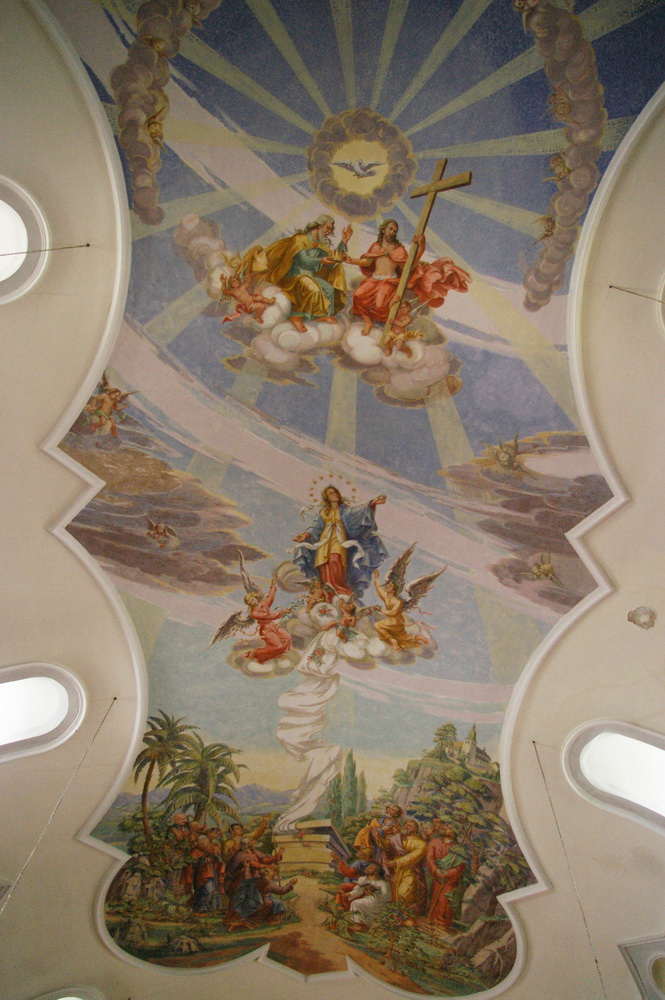
Plafondschildering